# کویچی هاشیگایتو
کویچی هاشیگایتو (انگلیسی: Koichi Hashigaito؛ زادهٔ ۳۰ مارس ۱۹۸۲) بازیکن فوتبال اهل ژاپن است.
از باشگاه‌هایی که در آن بازی کرده‌است می‌توان به باشگاه فوتبال گامبا اوساکا اشاره کرد.